# Leptogaster fumipennis
Leptogaster fumipennis är en tvåvingeart som beskrevs av Friedrich Hermann Loew 1871. Leptogaster fumipennis ingår i släktet Leptogaster och familjen rovflugor. Inga underarter finns listade i Catalogue of Life.